# Pyrellia
Pyrellia is een geslacht van insecten uit de familie van de echte vliegen (Muscidae).

## Soorten
- Pyrellia cadaverina (Linnaeus, 1758)
- Pyrellia rapax (Harris, 1780)
- Pyrellia secunda Zimin, 1951
- Pyrellia vivida Robineau-Desvoidy, 1830